# Katwijk (Hollande-Méridionale)
Pour les articles homonymes, voir Katwijk.
Katwijk (prononcé : [ˈkɑtʋɛik] ) est une commune néerlandaise de la province de Hollande-Méridionale, sur la côte de la mer du Nord, bien connue pour ses plages. La commune compte 64 717 habitants en 2017.
| - OpenStreetMap Limites territoriales de Katwijk. |

## Politique et administration

### Liste des bourgmestres successifs
| Portrait                                                                 | Identité                                          | Période     | Période  | Durée                   | Étiquette                | Fonction                    |
| Portrait                                                                 | Identité                                          | Début       | Fin      | Durée                   | Étiquette                | Fonction                    |
| ------------------------------------------------------------------------ | ------------------------------------------------- | ----------- | -------- | ----------------------- | ------------------------ | --------------------------- |
| Pas de portrait sous licence libre disponible pour Boelhouwer van Wouwe. | Boelhouwer van Wouwe (d) (1939 - 7 novembre 2017) | 1995        | 2001     | 6 ans                   | Appel chrétien-démocrate |                             |
| Jos Wienen, 21 septembre 2016.                                           | Jos Wienen (en) (né le 3 octobre 1960)            | 2001        | 2016     | 15 ans                  | Appel chrétien-démocrate |                             |
| Frank Koen                                                               | Frank Koen (d) (né le 2 mai 1956)                 | 2016        | mai 2017 | 1 an                    | Appel chrétien-démocrate | Bourgmestre par intérim (d) |
| Pas de portrait sous licence libre disponible pour Cornelis Visser.      | Cornelis Visser (en) (né le 14 novembre 1965)     | 18 mai 2017 | En cours | 8 ans, 1 mois et 1 jour | Appel chrétien-démocrate |                             |

## Population
Évolution de la population 

4 055 (1815)
4 000 (1830)
4 195 (1840)
4 881 (1849)
5 421 (1859)
5 254 (1869)
5 829 (1879)
6 928 (1889)
8 164 (1899)
10 417 (1909)
13 482 (1920)
15 637 (1930)
19 434 (1947)
30 040 (1960)
37 264 (1971)
38 334 (1980)
40 096 (1990)
41 005 (2000)
62 044 (2010)
64 196 (1er janvier 2016)
64 532 (1er janvier 2017)
64 956 (1er janvier 2018)
65 302 (1er janvier 2019)
65 753 (1er janvier 2020)
65 995 (1er janvier 2021)
66 607 (1er janvier 2023)
Évolution du nombre de ménages 

24 190 (1er janvier 2010)
24 221 (1er janvier 2011)
24 411 (1er janvier 2012)
24 690 (1er janvier 2013)
24 582 (1er janvier 2014)
25 094 (1er janvier 2015)

## Quartiers
La commune de Katwijk compte cinq centres et zones rurales
- Katwijk aan den Rijn
- Katwijk aan Zee
- Katwijk-Noord
- Rijnsburg
- Valkenburg.

## Vie culturelle
- Musée de Katwijk
- Space Expo Noordwijk (nl) (musée de l'ESA).
- Chemin de fer touristique du lac de Valkenburg et musée national à voie étroite de Katwijk (nl).
- Musée Maison Spinoza (nl).

## Personnalités liées à Katwijk
- Diderik van Hobarg (1752-1825), homme politique néerlandais.
- Alphonse Stengelin (1852–1938), peintre, graveur aquafortiste et lithographe français.
- Charley Toorop (1891-1955), artiste peintre néerlandaise y est née.
- Dirk Kuyt (1980), footballeur néerlandais y est né.

## Galerie

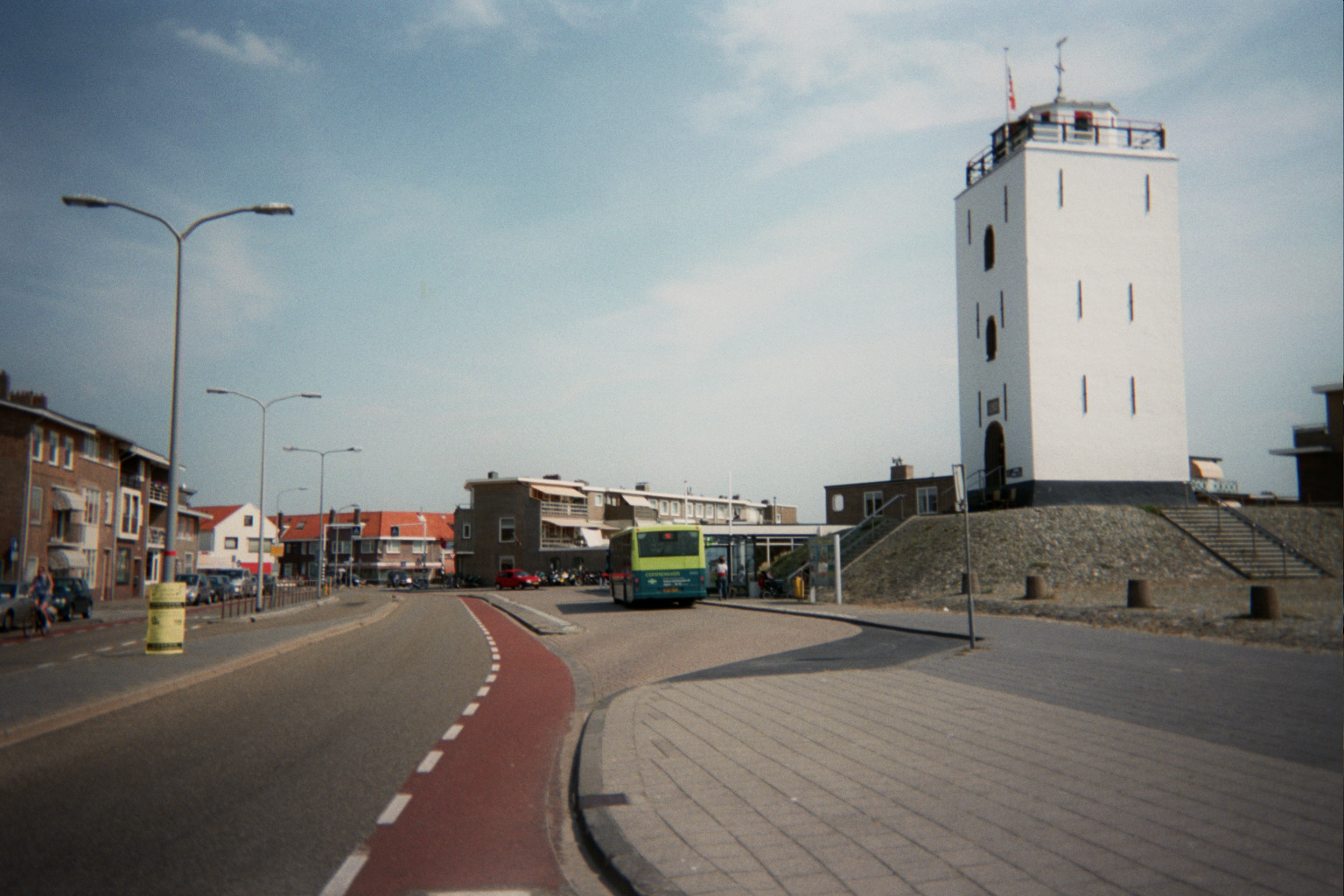
Place Vuurbeaak à Katwijk avec le phare Vuurbaak à droite.
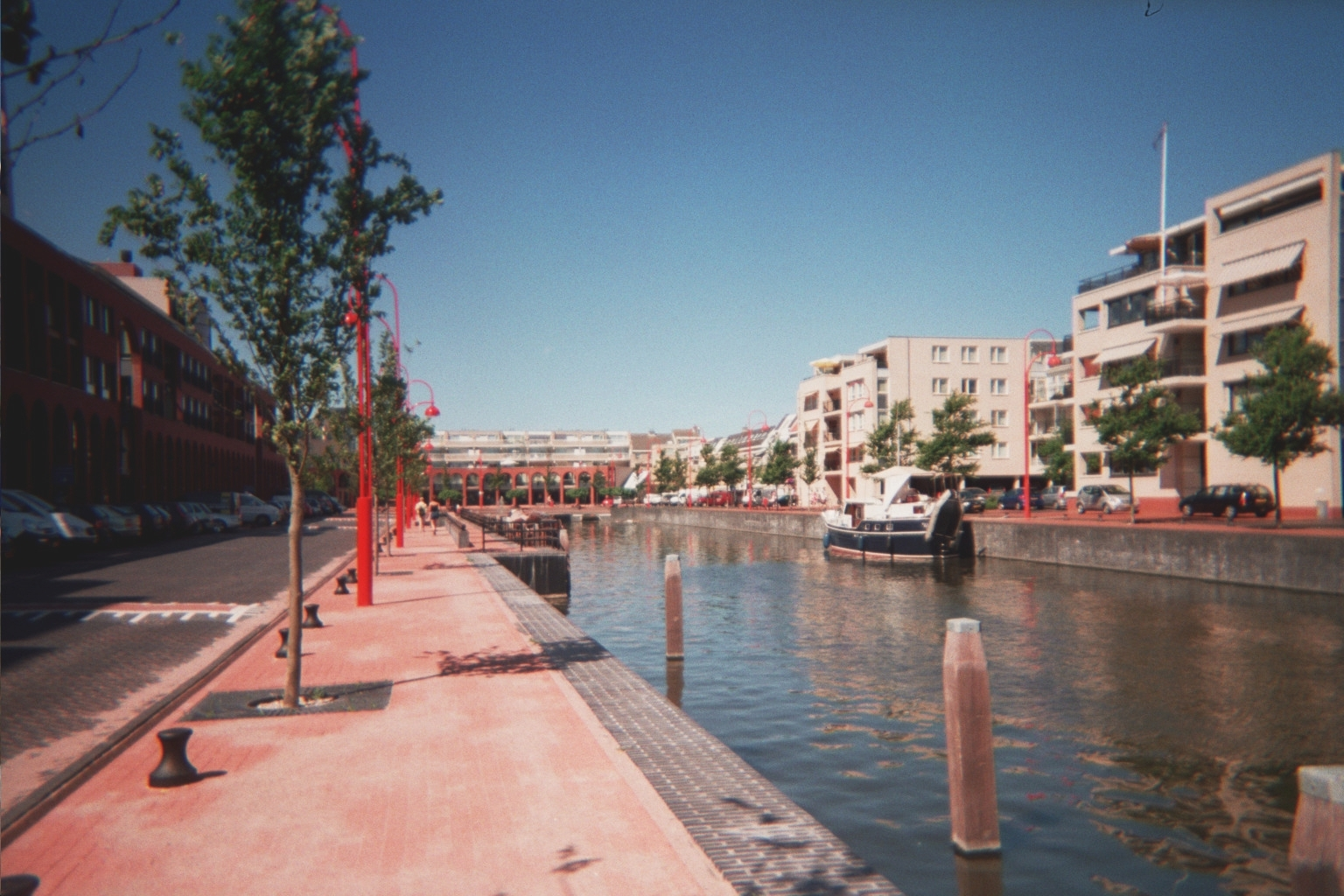
Le canal Prince Hendrik à Katwijk.
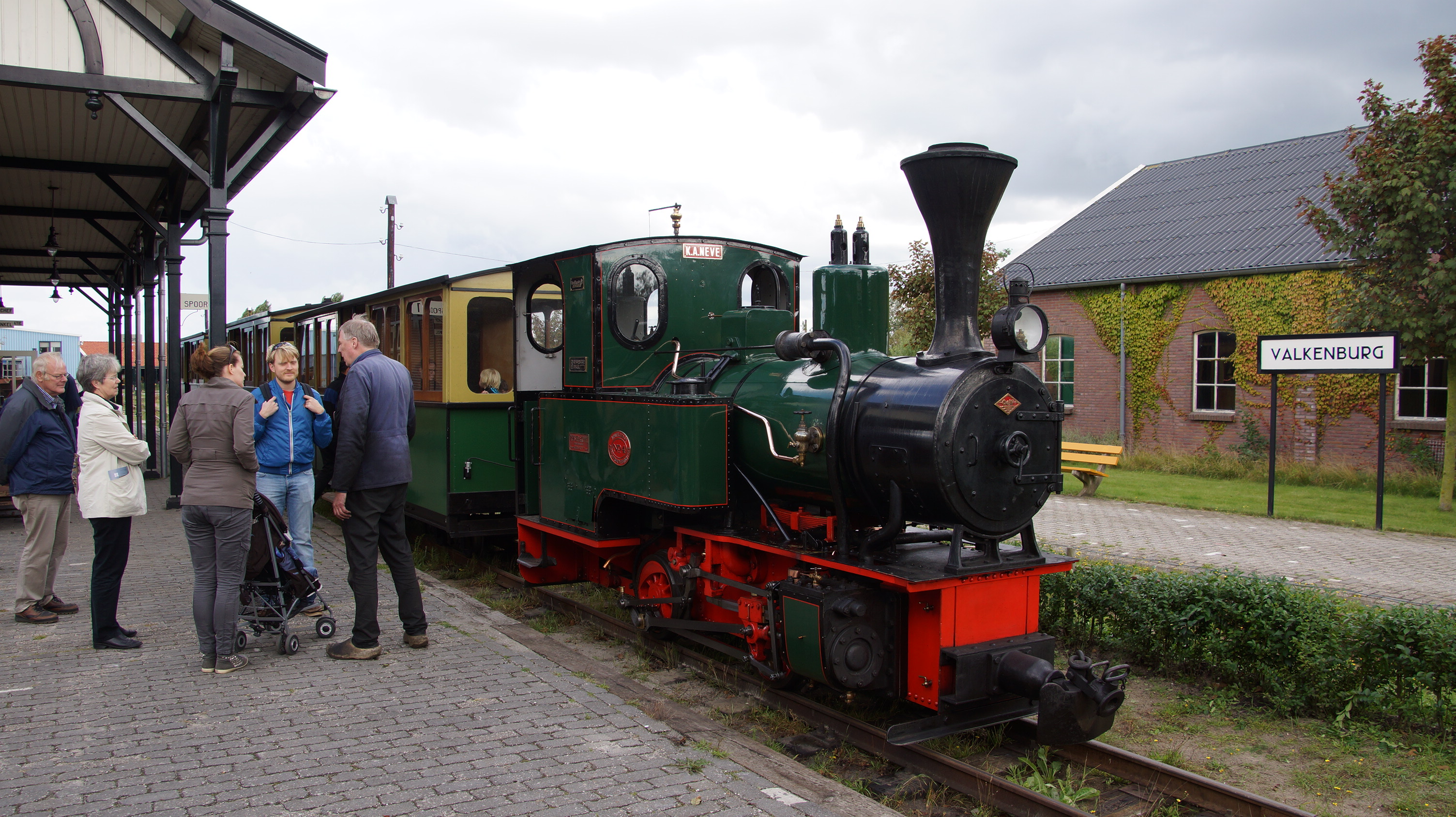
Locomotive à voie étroite Orenstein & Koppel au musée ferroviaire à voie étroite de Valkenburg.
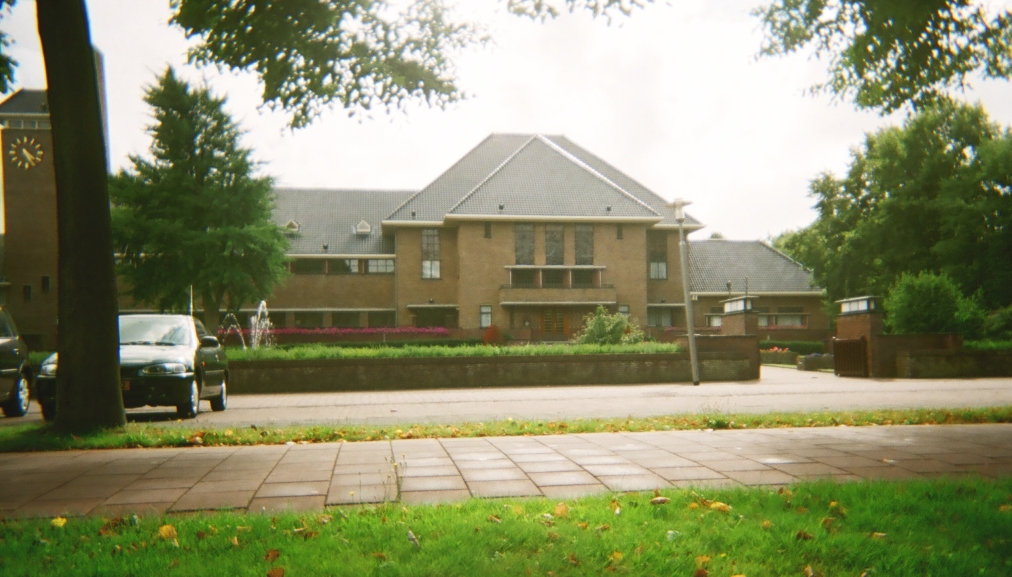
L'hôtel de ville.